# Acacia cowellii
Acacia cowellii là một loài thực vật có hoa trong họ Đậu. Loài này được (Britton & Rose) Leon miêu tả khoa học đầu tiên.